# Viktors Valainis

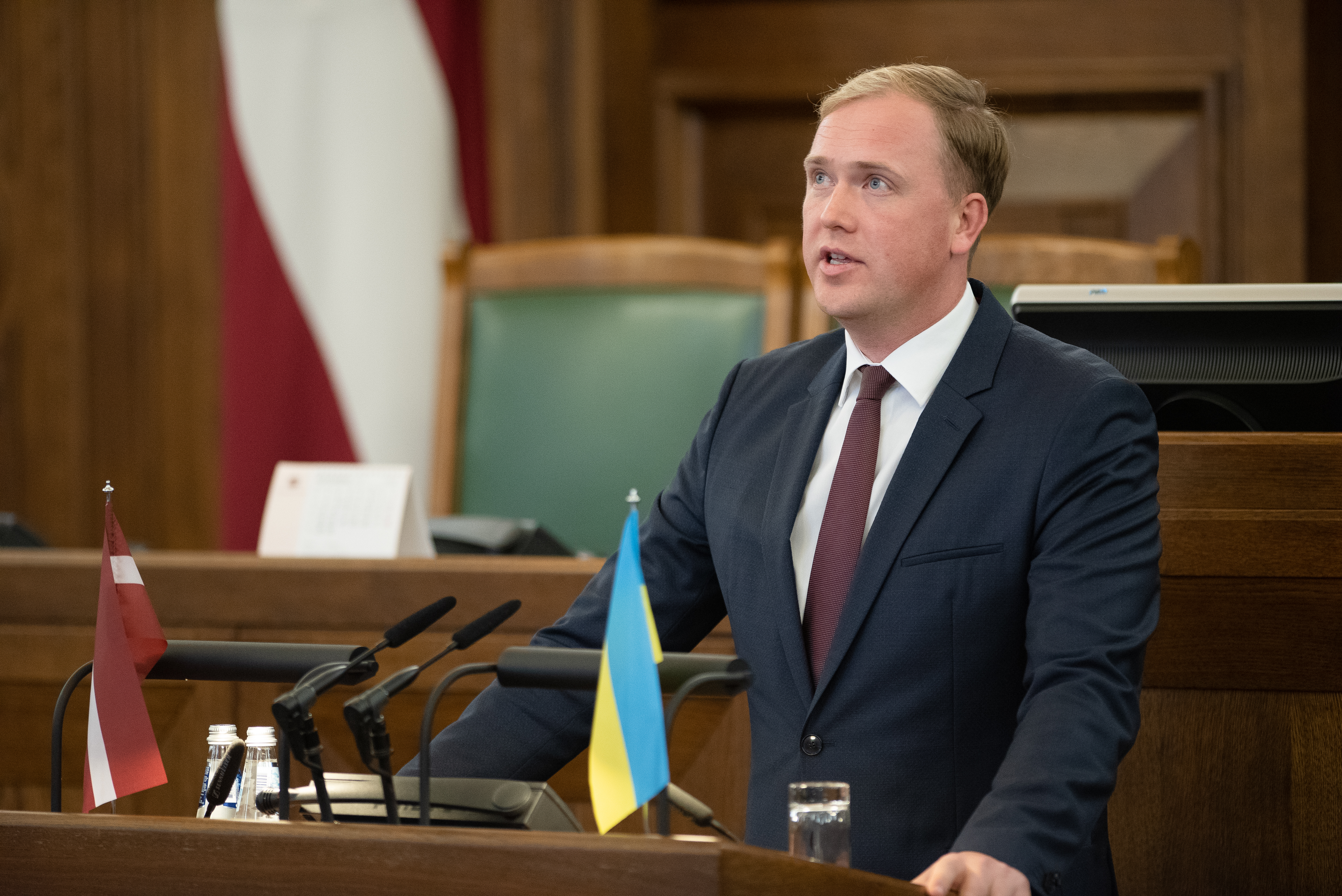
Viktors Valainis (2022)

Viktors Valainis (* 9. August 1986) ist ein lettischer Politiker der Zaļo un Zemnieku savienība (ZZS). Seit dem 15. September 2023 ist er Wirtschaftsminister seines Heimatlandes im Kabinett Siliņa.